# Pecado de Nina
Pecado de Nina é um filme brasileiro de 1951, dirigido por Eurides Ramos, a partir do seu roteiro com J. B. Tanko, com direção de fotografia de Hélio Barrozo Netto. Nos papeis centrais estão Fada Santoro, Cyll Farney, Sadi Cabral, Renato Restier e Jurema Magalhães.

## Elenco
| Ator/Atriz       | Personagem    |
| ---------------- | ------------- |
| Fada Santoro     | Nina          |
| Cyll Farney      | Roberto       |
| Sadi Cabral      | Padre Antônio |
| Renato Restier   | Juventino     |
| Jurema Magalhães | Dona Inácia   |